# Pico Espejo
El Pico Espejo es un accidente geográfico ubicado en la Sierra Nevada de la cordillera andina, próximo al Pico Bolívar en Venezuela. Posee una elevación de 4765 m s. n. m. y en su cima se ubica la quinta y última estación del sistema Teleférico de Mérida lo cual hace la montaña más accesible de los grandes picos de la Sierra Nevada de Mérida.